# Talataye
Talataye è un comune rurale del Mali facente parte del circondario di Ansongo, nella regione di Gao.